# Gaillefontaine
Gaillefontaine település Franciaországban, Seine-Maritime megyében. Lakosainak száma 1161 fő (2022. január 1.). Gaillefontaine Beaussault, Compainville, Conteville, Criquiers, Grumesnil, Haucourt, Longmesnil, Pommereux, Saint-Michel-d’Halescourt, Le Thil-Riberpré és Forges-les-Eaux községekkel határos.

## Népesség
A település népességének változása:
| Lakosok száma | 1248 | 1235 | 1239 | 1225 | 1223 | 1224 | 1205 | 1183 | 1161 |
|               | 2013 | 2015 | 2016 | 2017 | 2018 | 2019 | 2020 | 2021 | 2022 |